# Cancéropôle Île-de-France
Le Cancéropôle Île-de-France est l'un des sept cancéropôles créés dans le cadre du Plan Cancer (avec les Cancéropôles Nord-Ouest, Cancéropôle Est, Cancéropôle Grand Sud-Ouest, Cancéropôle Grand Ouest, Cancéropôle Lyon Auvergne-Rhône-Alpes et Cancéropôle PACA). Le Cancéropôle Île-de-France représente près de la moitié du potentiel français de recherche contre le cancer[réf. nécessaire]. Il a été labellisé en 2011 et 2014 par l'Institut National du Cancer et par le Conseil régional d'Île-de-France en tant que domaine d'intérêt majeur Cancérologie.

## Caractéristiques
Ses membres (Assistance publique - Hôpitaux de Paris, Centre d'Étude du Polymorphisme Humain-Fondation Jean Dausset, Institut Curie, Institut Gustave-Roussy, Institut Pasteur, Institut Universitaire d'Hématologie - Université Paris Diderot, Université Pierre-et-Marie-Curie) et partenaires entendent impulser de manière inédite la recherche dans le domaine du cancer dans le cadre d’une stratégie médico-scientifique concertée. 
En effet, selon le Plan cancer 2003-2007 (Plan cancer 1), « la constitution de cancéropôles répond à la nécessité de coordonner et de mettre en réseau des équipes de recherche d'appartenances variées – hôpitaux, laboratoires universitaires, instituts de recherche - pour favoriser la recherche et accélérer l'accès des patients aux innovations thérapeutiques », dans l’optique de dynamiser et renforcer la recherche en cancérologie dans ses aspects fondamentaux, cliniques ou à visée économique, en s’appuyant sur l’interdisciplinarité, la mutualisation des compétences et la fédération d’équipes en réseaux. L’objectif majeur de cette mobilisation est de contribuer à l’effort national de continuum entre le laboratoire et le lit du patient.
L'importance des cancéropôles a été confirmée par les Plans cancer 2 2009-2013, et 3 2014-2019. 
Il est financé principalement par l'Institut national du cancer ou INCa, la Région Île-de-France et ses membres.
Le groupement d'intérêt public Cancéropôle Île-de-France a pour objet de,: 
- Mobiliser[14] l’ensemble des acteurs impliqués dans la recherche (fondamentale, clinique, sciences humaines et sociales, et industrielle) en cancérologie présent sur le territoire couvert par le Cancéropôle Île-de-France, en interaction avec les institutions intervenant dans la recherche et son développement économique, et en suivant une approche intégrée et interdisciplinaire ;
- Contribuer au transfert entre la recherche et la prise en charge des malades atteints de cancer ;
- Mettre en commun les compétences dans le cadre de ses programmes ;
- Proposer de nouveaux partenariats avec les industriels de la santé, en ce compris éventuellement la réalisation de prestations pour le compte de ces industriels ;
- Assurer à la recherche en cancérologie en Île-de-France une dimension internationale et en particulier européenne ;
- Coordonner et assurer le pilotage opérationnel des actions et des programmes transversaux qu’il a définis dans le cadre :
  - des appels à projets, notamment de l’INCa ;
  - des appels à projets internes ou externes ;
- Aider à la structuration de la recherche des collectivités territoriales, notamment régionale ;
- Développer les relations des membres du groupement avec toutes les personnes publiques ou privées s'intéressant aux objectifs du GIP ou ayant des intérêts communs avec lui ;
- Assurer la gestion des moyens communs nécessaires à la mise en œuvre de ces programmes : échange d’informations et utilisation des plates-formes technologiques et tumorothèques, centres de ressources biologiques et, en tant que de besoin, participer à la coordination du développement d’infrastructures d’intérêt commun à grande échelle et, le cas échéant, leur gestion ;
- Participer à des actions de formation[15] à et pour la recherche en cancérologie, voire, en cas de besoin, à la mise en place de telles actions ;
- Inciter les acteurs à la valorisation de leurs découvertes, en les invitant à s’associer aux acteurs régionaux et nationaux de l’innovation et du développement économique.

## Organisation
Afin d'assurer ses missions, le Cancéropôle Île-de-France  comprend des instances de décision (Conseil d'administration), de stratégie scientifique et d'évaluation scientifique (Comité d'Orientation et de Pilotage Stratégique).
Présidents du Cancéropôle Île-de-France :
- 2004-2007 : Pr Claude Huriet
- 2007-2010 : Pr Jean Navarro
- 2010-2014 : Pr François Sigaux
- 2014-2019 : Pr Wolf-Hervé Fridman
- depuis juin 2019 : Pr Pierre Laurent-Puig

Directeurs scientifiques :
- 2004-2007 : Pr Gilbert Lenoir
- 2007-2010 : Pr François Sigaux
- 2010-2011 : Pr Armand Tavitian
- 2011-2013 : Pr Eric Solary
- 2013-2020 : Pr Pierre Laurent-Puig
- 2020-2023 : Dr Fatima Mechta-Grigoriou
- Depuis 2023 : Dr Sergio Roman-Roman

Depuis 2014 il s’appuie sur des groupes de travail thématiques qui permettent, pour chacune des thématiques identifiées, d’organiser et financer des programmes de recherche transversaux impliquant des équipes de recherche des différentes institutions et d’animer les réseaux de chercheurs :
- Cancers et Tumeurs rares
- Sujets âgés atteints de cancer
- NGS & Cancer
- Technologie et Synergie
- Pluridisciplinarité et méthodes en Sciences Humaines et Sociales
- Geocancer
- Micro environnement Tumoral
- Radiothérapie
- Philosophie de la biologie du cancer
- OncoMatch en partenariat avec Medicen